# Drew Stubbs
Robert Andrew Stubbs (né le 4 octobre 1984 à Atlanta, Texas, États-Unis) est un voltigeur de la Ligue majeure de baseball. 

## Carrière

### Reds de Cincinnati
Joueur de l'Université du Texas à Austin, Drew Stubbs est repêché au premier tour (8e joueur réclamé au total) par les Reds de Cincinnati en juin 2006.
En 2008, il clot la liste des 100 joueurs les plus prometteurs selon Baseball America et est classé cinquième meilleur espoir de l'organisation des Reds derrière Jay Bruce (premier du top 100), Homer Bailey (9e), Johnny Cueto (34e) et Joey Votto (44e). 
Stubbs joue son premier match dans les majeures avec les Reds le 19 août 2009. Il frappe son premier coup sûr en carrière dans cette rencontre, un double aux dépens du lanceur des Giants de San Francisco Barry Zito.
Il frappe son premier coup de circuit dans les majeures dans le premier match d'un programme double face aux Pirates de Pittsburgh le 31 août 2009. Le coup en solo est réussi contre le lanceur Daniel McCutchen. Stubbs ajoute un autre circuit dans le second match de la journée.
Stubbs joue 42 parties en deuxième moitié de saison 2009 avec Cincinnati. Sa moyenne au bâton est de ,267 avec huit coups de circuit et 17 points produits.
Il amorce la saison 2010 comme titulaire à la position de voltigeur de centre chez les Reds. Le 4 juillet, il frappe trois circuits en solo au Wrigley Field de Chicago dans un gain sans équivoque de 14-3 des Reds sur les Cubs. Il termine la saison avec 22 circuits, 30 buts volés et 77 points produits en 150 matchs et maintient une moyenne au bâton de ,255. 
En 2011, Stubbs est de la partie pour 158 des 162 matchs des Reds mais ses statistiques offensives sont à la baisse avec 15 circuits et 44 points produits. Sa moyenne au bâton passe à ,243 et il est le frappeur du baseball majeur le plus souvent retiré sur des prises, soit 205 fois. Avec 40 buts volés, son record en carrière, il termine 2e de la Ligue nationale derrière Michael Bourn.
En 2012, Stubbs dispute 136 matchs au cours desquels il est retiré 166 fois sur des prises. Il connaît son année la plus difficile à l'attaque avec une moyenne au bâton d'à peine ,213. Il frappe 14 circuits et produit 40 points. Souvent utilisé au sommet de l'ordre des frappeurs des Reds, il ne soutire que 42 buts-sur-balles et présente sa moyenne de présence sur les buts (,277) en carrière, ce qui révèle un grand point faible de l'équipe. En revanche, il entre de nouveau dans le top 10 de la Ligue nationale pour les buts volés avec 30. Stubbs réussit quatre coups sûrs et produit un point en cinq matchs dans la Série de divisions opposant les Reds aux Giants de San Francisco.

### Indians de Cleveland
Le 11 décembre 2012, les Reds échangent Drew Stubbs et l'arrêt-court Didi Gregorius aux Indians de Cleveland en retour du voltigeur Shin-Soo Choo et du joueur d'avant-champ Jason Donald.
En 146 matchs pour les Indians en 2013, Stubbs rehausse légèrement sa moyenne au bâton à ,233 et sa moyenne de présence sur les buts à ,305. Sa production de circuits est à la baisse, avec 10 en 146 matchs, et il produit 45 points. Il ajoute 17 buts volés et est retiré 141 fois au bâton, son meilleur total dans une saison complète. Il soutire 44 buts-sur-balles, seulement deux de plus qu'à sa dernière année à Cincinnati. Il est laissé de côté dans le seul match éliminatoire joué par Cleveland en 2013.

### Rockies du Colorado
Le 18 décembre 2013, les Indians de Cleveland échangent Drew Stubbs aux Rockies du Colorado contre le lanceur gaucher Josh Outman.

### Rangers du Texas
Libéré par les Rockies du Colorado le 20 août 2015, Stubbs rejoint quatre jours plus tard les Rangers du Texas. Il ne frappe que pour ,195 de moyenne au bâton au total en 2015 pour Colorado et Texas, avec 5 circuits en 78 parties jouées. Ses efforts sont particulièrement vains en 27 matchs chez les Rangers, où il ne réussit que deux coups sûrs en 21 présences au bâton pour une moyenne d'à peine ,095.
Devenu agent libre, il signe un nouveau contrat des ligues mineures avec les Rangers le 27 février 2016.
Stubbs joue 19 matchs pour les Rangers puis 20 pour les Orioles de Baltimore en 2016. Il rejoint ensuite les Giants de San Francisco pour à peine 10 matchs en 2017.

## Statistiques
| Saison | Équipe     | G   | AB  | R   | H   | 2B | 3B | HR | RBI | SB | BA   |
| ------ | ---------- | --- | --- | --- | --- | -- | -- | -- | --- | -- | ---- |
| 2009   | Cincinnati | 42  | 180 | 27  | 48  | 5  | 1  | 8  | 17  | 10 | .267 |
| 2010   | Cincinnati | 150 | 514 | 91  | 131 | 19 | 6  | 22 | 77  | 30 | .255 |
| Totaux | Totaux     | 192 | 694 | 118 | 179 | 24 | 7  | 30 | 94  | 40 | .258 |

| Saison | Équipe     | G | AB | R | H | 2B | 3B | HR | RBI | SB | BA   |
| ------ | ---------- | - | -- | - | - | -- | -- | -- | --- | -- | ---- |
| 2010   | Cincinnati | 3 | 9  | 0 | 1 | 0  | 0  | 0  | 0   | 0  | .111 |
| Totaux | Totaux     | 3 | 9  | 0 | 1 | 0  | 0  | 0  | 0   | 0  | .111 |

Note : G = Matches joués ; AB = Passages au bâton; R = Points ; H = Coups sûrs ; 2B = Doubles ; 3B = Triples ; 
HR = Coup de circuit ; RBI = Points produits ; SB = Buts volés ; BA = Moyenne au bâton.